# 강원 고성군수
강원 고성군수는 강원특별자치도 고성군의 군수이다.

## 같이 보기
- 강원 고성군수 선거